# Seo Ha-joon
Seo Ha-joon (Hangul: 손종수), es un actor surcoreano.

## Carrera
Es miembro de la agencia "JS E&M".
En 2014 se unió al elenco de la película Only Love (también conocida como: "Sarangman Halrae") donde interpretó a Kim Tae-yang.
En enero del 2015 apareció por primera vez como invitado en el exitoso programa de televisión surcoreano Running Man (también conocida como "Leonning maen") donde formó equipo junto a Lee Kwang-soo, Hong Jong-hyun, Seo Kang-joon, Choi Tae-joon y Nam Joo-hyuk.

## Filmografía

### Series de televisión
| Año             | Título                | Personaje                  | Notas         |
| --------------- | --------------------- | -------------------------- | ------------- |
| 2022 - presente | A Secret House        | Woo Ji-hwan                | [ 3 ]         |
| 2020 - 2021     | Phoenix 2020          | Seo Jung-min / Seo Jung-in | 120 episodios |
| 2019 - 2020     | Want a Taste?         | Lee Jin-sang               | 124 episodios |
| 2016            | The Flower in Prison  | Rey Myeongjong             | -             |
| 2016            | My Son-in-Law's Woman | Kim Hyun Tae               | -             |
| 2014            | Only Love             | Kim Tae-yang               | 122 episodios |
| 2013            | Princess Aurora       | Seol Seol-hee              | -             |

### Películas
| Año  | Título              | Personaje  | Notas                                                                      |
| ---- | ------------------- | ---------- | -------------------------------------------------------------------------- |
| 2014 | Goodbye...and Hello | Lee Do-wan | junto a Jong-nam Choi, Feel Kim, Mun-shik Lee, Sun-jin Lee y Jung-min Park |

### Apariciones en programas de televisión
| Año  | Programa                    | Notas                                                     |
| ---- | --------------------------- | --------------------------------------------------------- |
| 2016 | King of Mask Singer         | episodio #81 (concursó como "Adults Don't Know Peterpan") |
| 2015 | Running Man                 | episodio #230                                             |
| 2014 | Law of the Jungle in Borneo | Ep. # 100-107                                             |

### Teatro
| Año  | Obra               | Personaje     | Notas                                                                            |
| ---- | ------------------ | ------------- | -------------------------------------------------------------------------------- |
| 2014 | Cafe-in            | Kang Ji-min   | -                                                                                |
| 2014 | Full House         | Lee Young-jae | junto a Yang Yo Seop, Jung Eun-ji, Leo, Joo, Yoo Ji, Kim San Ho y Kwak Sun Young |
| 2008 | Dead Poets Society | -             | -                                                                                |

## Discografía
| Año  | Intérpretes                 | Canción                    | Álbum                         | Notas |
| ---- | --------------------------- | -------------------------- | ----------------------------- | ----- |
| 2013 | Seo Ha-joon & Oh Chang-seok | I Want To Live (살고 싶어) | OST Pt.3 de "Princess Aurora" |       |

## Premios y nominaciones
| Año  | Categoría      | Premio                | Trabajo              | Resultado |
| ---- | -------------- | --------------------- | -------------------- | --------- |
| 2016 | Best New Actor | 9th Korea Drama Award | The Flower in Prison | Ganó      |
| 2014 | New Star Award | SBS Drama Award       | Only Love            | Ganó      |